# Virgil Hălăceanu
Virgil Hălăceanu (n. 1873 – d. 1917) a fost un matematician, inginer, arhitect și antreprenor român. Este cunoscut în special pentru lucrări monumentale în epocă (sfârșitul secolului al XIX-lea și începutul secolului al XX-lea) precum Esplanada Elisabeta din Iași, Coloseul Bragadiru din Iași sau Gara fluvială din Brăila. De asemenea, este inițiatorul uneia din primele colecții muzeale care au stat la baza înființării Muzeului etnografic retrospectiv al Moldovei, primul muzeu de acest fel din Iași.

## Studii
A urmat studiile liceale la Colegiul National din Iași (1889-1893), iar pe cele universitare la Universitatea „Alexandru Ioan Cuza” din Iași și la Universitatea din Stuttgart.

## Lucrări semnificative
- Esplanada Elisabeta din Iași (Râpa Galbenă, IS-II-m-B-04014)
- Coloseul Bragadiru din Iași
- Casa Hălăceanu (IS-II-m-B-03931)[3]
- Gara fluvială din Brăila (BR-II-m-B-02128)[4]
- Biserica Vovidenia din Iași (IS-II-m-B-04092) - restaurare[5]

Antrepriza Hălăceanu a realizat lucrări și în alte localități, notabile fiind cele de împrejmuire a Palatului CEC din București.

## Muzeul etnografic retrospectiv al Moldovei
„Ieșan iubitor de orașul său, a cărui glorie, pe care n-o putea urmări în dovezi istorice, o simțea instinctiv așa de puternic, el a avut ideea de a dărui orașului, chiar dacă nimeni nu și-ar manifesta dorința de a-l cerceta, un muzeu al Moldovei.”—Nicolae Iorga, „Oameni cari au fost”, vol. II, București, Editura pentru Literatură, 1967, p. 77
Pe la 1906, Virgil Hălăceanu începe a face publică colecția sa particulară în casa din strada Vasile Alecsandri nr. 3 (viitorul Muzeu al Teatrului). La data de 22 februarie 1912, acesta a adresat un apel către autorități și posesori de piese în vederea constituirii unui Muzeu etnografic retrospectiv al Moldovei care să constituie o „oglindă vie a vieții vechi și noi a poporului și a țării, cu caracter național”. Acesta a fost înființat într-o sală din curtea Mănăstirii Golia. După decesul său, colecțiile au fost depozitate în Turnul Goliei. Din 1921, o mare parte din patrimoniu (obiectele de artă, inscripții, arme, trăsuri, odoare bisericești, stampe, documente istorice și cărți) au intrat în patrimoniul Muzeului Orașului Iași, condiția fiind ca o secție a acestuia să poarte numele Secțiunea inginer Virgil Hălăceanu.

## Distincții
A fost decorat de către Regele Carol I cu Medalia pentru bărbăție și credință.

## Galerie

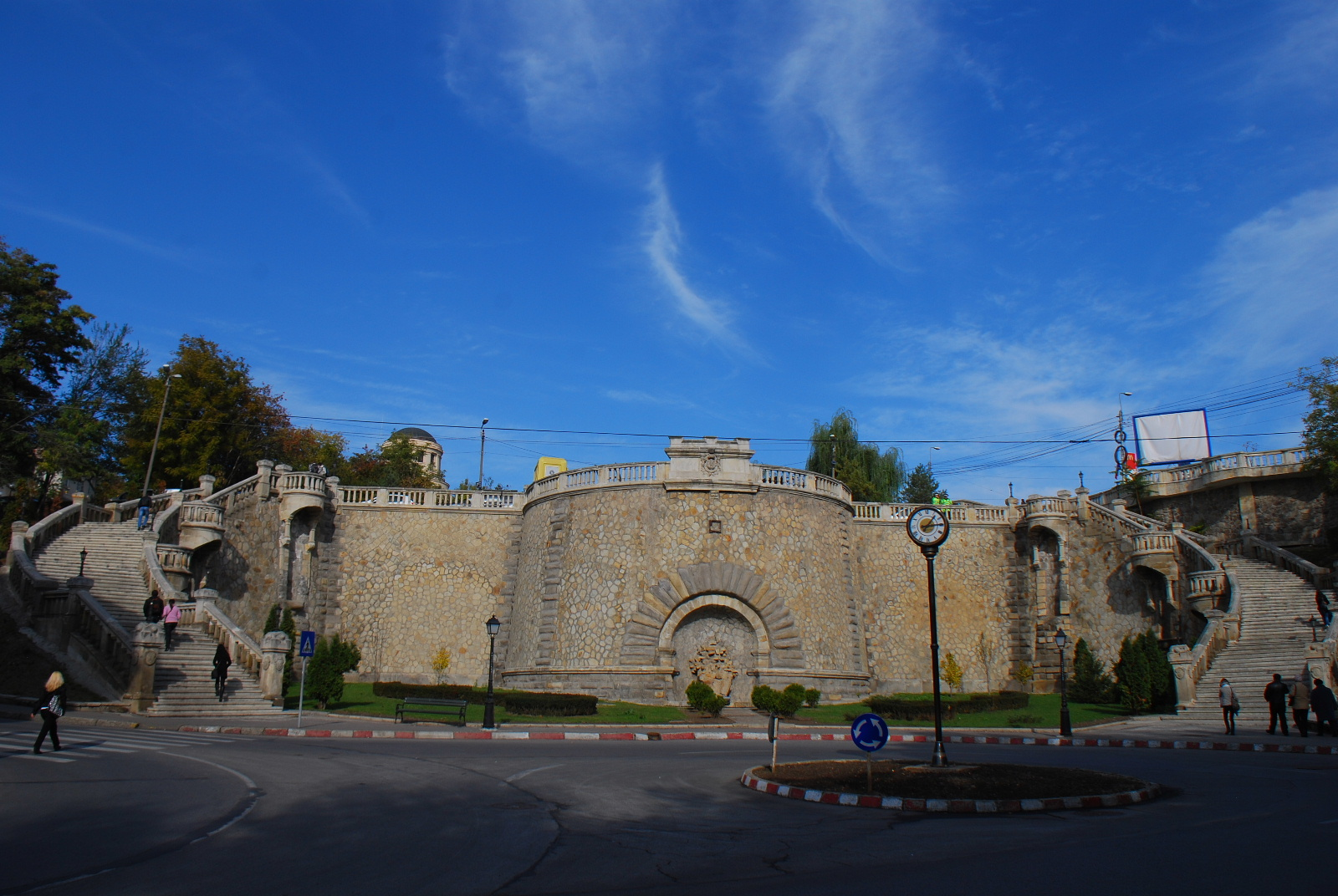
Esplanada Elisabeta din Iași
Coloseul Bragadiru din Iași
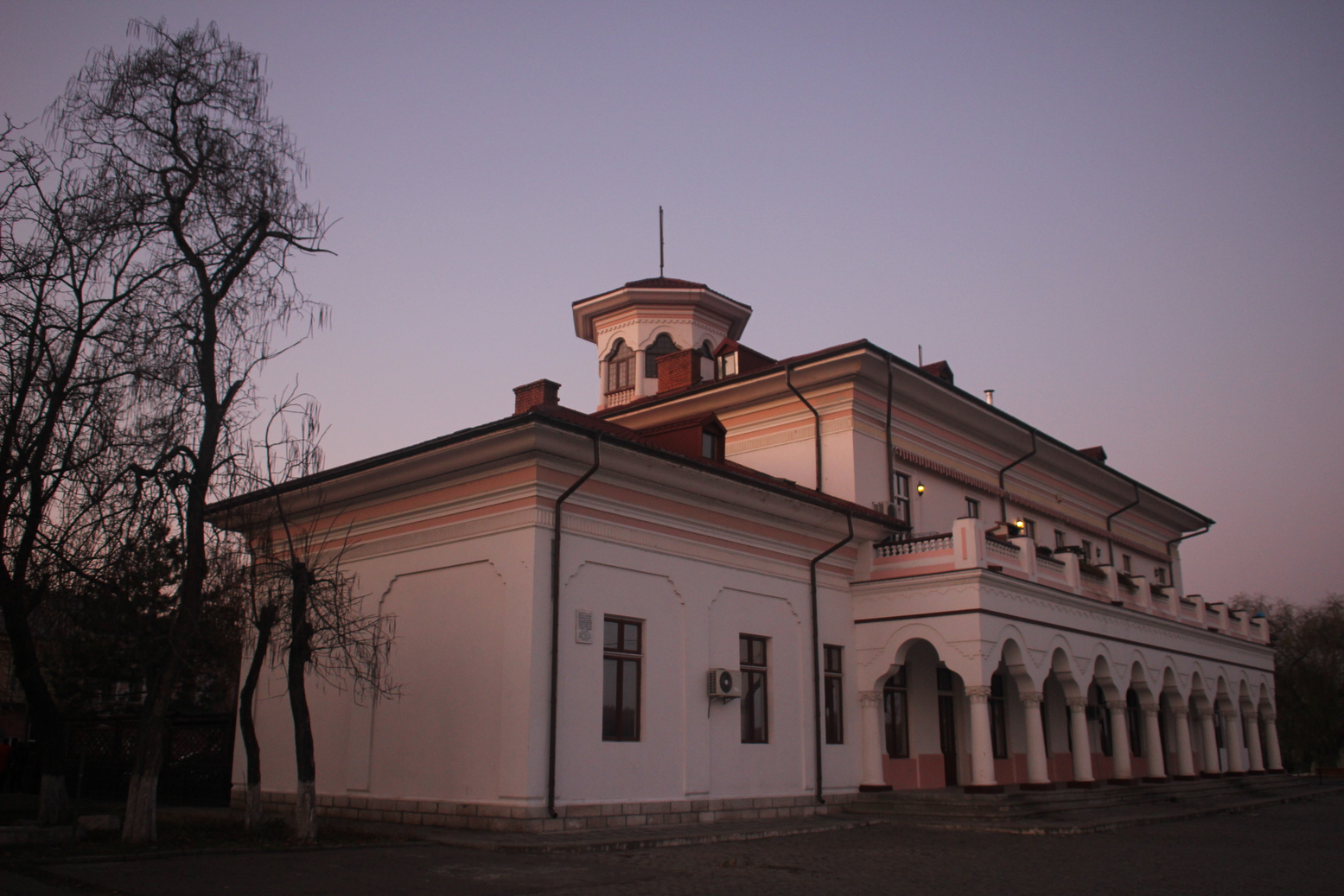
Gara fluvială din Brăila